# 김광선 (축구인)
김광선(1983년 6월 17일 ~ )은 대한민국의 축구 선수이며, 포지션은 스트라이커이다.